# Papa Stour
Papa Stour är en brittisk ö i den skotska ögruppen Shetlandsöarna.
Ön Papa Stour sträcker sig 3,5 kilometer i nord-sydlig riktning, och 4,2 kilometer i öst-västlig riktning, med en area på 8,3 kvadratkilometer. Trakten runt Papa Stour Island består i huvudsak av gräsmarker.

## Historia

### 1800- till 2000-talet

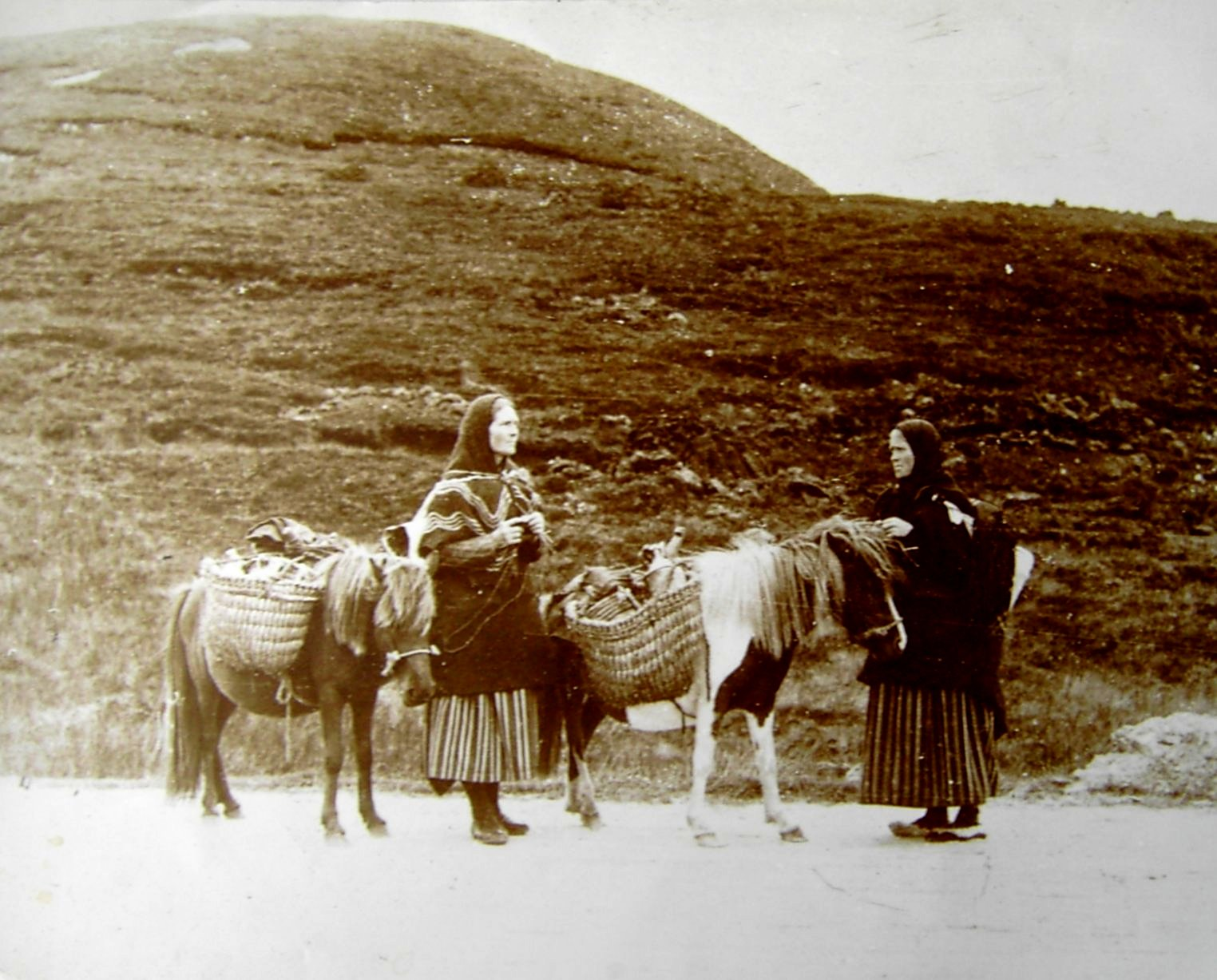
Shetländskor och ponnyer cirka 1900.

Liksom många skotska småöar, hade Papa Stour som flest invånare under 1800-talet, och har sedan dess upplevt en markant avbefolkning. Vid 1970 hade öns skola stängts ner och antalet invånare hade sjunkit till sexton "äldre" öbor, men en annons i Bytes och Säljes vände trenden. En gård med fem får erbjöds gratis till nyinflyttade vilket drog till sig många intressenter. År 1981 var invånarantalet 33. Vid 2005 hade befolkningen åter sjunkit till 20 öbor efter en allvarlig osämja mellan öbor som ledde till flera domstolsfall. Flera lämnade ön och skolan stängdes återigen. I början av 2008 hade ön bara nio invånare efter att en familj på sju personer flyttat. Vid folkräkningen 2011 noterades antalet invånare till 15 - under årtiondet 2001-11 ökade den samlade befolkningen på de skotska öarna i sin helhet med 4 % till 103 702.
Översikt av öns invånarantal
| År   | Befolkning |
| ---- | ---------- |
| 1841 | 382        |
| 1871 | 351        |
| 1881 | 254        |
| 1891 | 244        |
| 1931 | 100        |
| 1961 | 55         |
| 1981 | 33         |
| 1991 | 33         |
| 2001 | 23         |
| 2011 | 15         |

## Klimat
Klimatet i området är tempererat. Årsmedeltemperaturen i trakten är 4 °C. Den varmaste månaden är augusti, då medeltemperaturen är 10 °C, och den kallaste är april, med 2 °C.